# The Blessed Miracle
The Blessed Miracle è un cortometraggio muto del 1915 diretto da Joseph Kaufman. Prodotto dalla Lubin e distribuito dalla General Film Company, il film aveva come interpreti lo stesso regista affiancato da Ethel Clayton e Rosetta Brice.

## Produzione
Il film fu prodotto dalla Lubin Manufacturing Company.

## Distribuzione
Distribuito dalla General Film Company, il film - un cortometraggio in tre bobine - uscì nelle sale statunitensi il 24 marzo 1915.